# Koreai teaceremónia

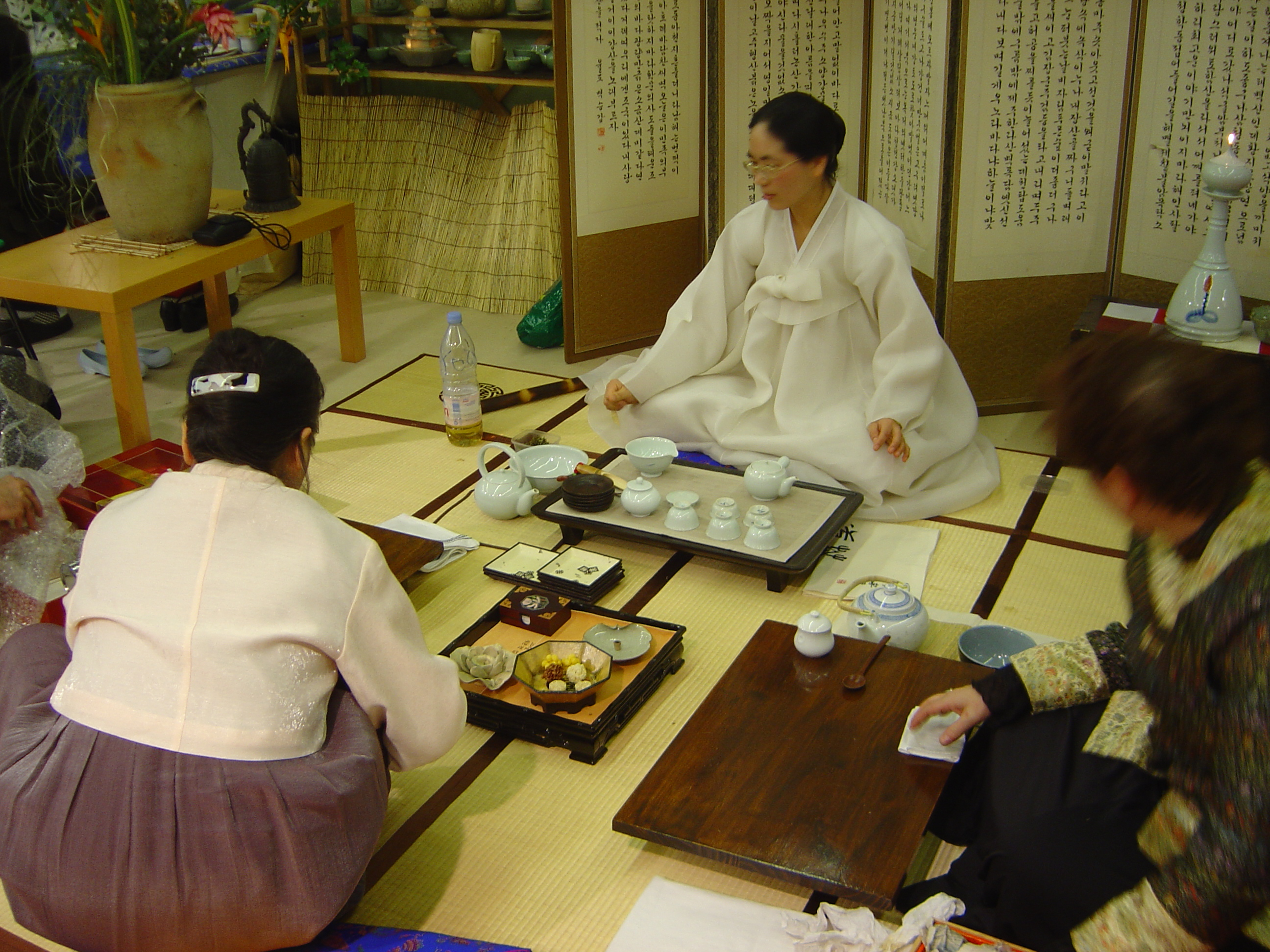
Koreai teaceremónia

A Koreai tea ceremóniák (koreaiul: 다례, IPA: ta.ɾje) egy tradicionális formája a Koreában gyakorolt tea ceremóniáknak. A Darye szószerint arra utal, hogy „teához való etikett” vagy „tea rítus”. A koreai emberek között több ezer éve fent tartott hagyomány.
Fő eleme a koreai tea ceremóniáknak a könnyedség és a természetesség, ami a tea által nyújtotta élményeket adja formális körülmények között. 
A tea ceremóniák ma már Koreában a relaxáció és a harmónia felé irányt mutató útként vannak tekintve a ma már gyors iramú koreai kultúrában, folytatva a hosszú tradícióját az eszmei Koreai művészetnek. 

## Története

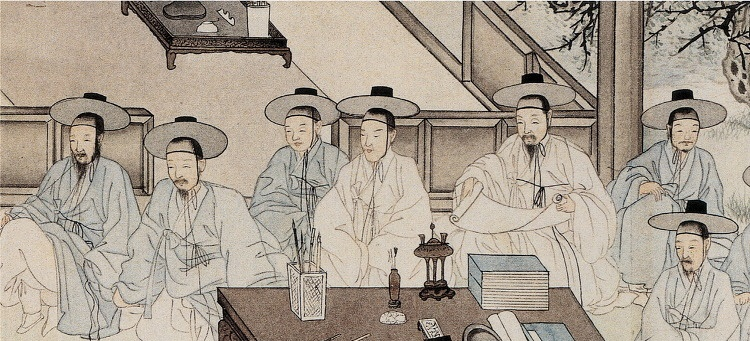
Csoszon festmény - "középembereket" ábrázol

## Története[2]

#### Korai időszak
Az első történelmi feljegyzés, amely dokumentálja a tea felajánlását egy ősi istennek, egy 661-es rítust ír le, amelyben teát ajánlottak fel Suro király, a Keumkwan Kaja Királyság alapítójának (42-562) a szellemének. A Korjo-dinasztia (918-1392) korából származó feljegyzések szerint a buddhista templomokban tea áldozatokat mutattak be a tisztelt szerzetesek szellemének. 
Fontos nemzeti rítusokat amelyeken teaszertartásokat végeztek el a „Tabang” részleg kormánytisztviselői vezették.  A Korjosza Jedzsi, vagyis Korjo hivatalos története legalább egy szertartást feljegyzett, amelyet az udvarba érkező kínai követ fogadásának részeként említenek. 

#### Csoszon-dinasztia korában
A Csoszon-dinasztia (1392-1910) idején a teázás rituális gyakorlata folytatódott és tovább finomodott. A "Tabang" fenntartotta és megszervezte a fő királyi szertartást. A Yi királyi család és az arisztokrácia egyszerű szertartásokhoz használta a teát, a "Napi teaszertartás" egy általános nappali szertartás volt, míg a "Különleges teaszertartás" különleges alkalmakra volt fenntartva. Ezeket az 1474-es "Nemzeti öt rítusban" (Kukdzso Orjeui, 國朝五禮儀, 국조오례의)  törvénybe foglaltak.
Az ültetvények problémái azonban sok tekintetben megváltoztatták a koreai tea szabályozását. Ellentétben a kínai és japán ültetvényekkel szemben, a koreai félszigeten lévő éghajlat sokkal hidegebb és a szüret éppen tavasz kezdete előtt történik. Ebben az időben a hegyvidéki teafás erdős területek még mindig nagyon hidegek és veszélyesek voltak a vadon élő állatok miatt. A tea régi koreai neve, 설록 ("Szeollok", 雪綠) azt jelenti, hogy az első teaszüret mindig egy hegy tetején, havas területeken volt szüretelve.
A teafával borított területek hagyományosan Korea olyan helyei amelyek fontosak gazdasági és mezőgazdaságilag is, de ezeken a területeken a a tealevelek betakarítási időszaka és a gabonafélék vetési időszaka átfedte egymást. A tea értéke miatt a teafákkal borított erdős területek körül élő gazdák magas teadót fizettek a királynak. Ezért a tealevelek betakarítása és kezelése az éves teatermés csökkenésének fő okaként van feltüntetve. A Korjo-dinasztia idején több száz fellebbezést nyújtott be számos hűbéres és tudós a teafák termesztése ellen. Végül a Korjo-dinasztia végén, a "Judurjurok (유두류록, 遊頭流錄)" című könyvben feljegyzettek szerint a gazdák a „tea adó” ellen tiltakozva elégették vagy kivágták a teafáikat. A konfucianizmus alapján kormányzott Csoszon-dinasztia esetében a Tabangot fenntartották a teaszertartás érdekében, de a mezőgazdasági egyensúly védelme érdekében csökkentették a teatermelés mértékét. Emiatt a teaipar fejlődését nagyon hosszú ideig megakadályozták. A jangbanok és a királyi családon kívül, a koreai teaszertartások és a tea ivás kultúrája visszahúzódott a teafa erdők környékére.
A Csoszon-dinasztia közepére azonban úgy tűnik, hogy a teázás szokása visszaszorult, kivéve az évfordulós szertartásokat. Azt mondják, hogy amikor a japán invázió idején a Ming parancsnok, Yang Hao , elmondta Szeondzso királynak (1567-1601), hogy jó minőségű teanövényeket fedezett fel Koreában, és hogy ha eladná a teát Liaodongban, 4 kiló teáért egy ezüstpénzt kaphatna, akkor összességében ez annyi ezüst lenne, hogy tízezer lovat lehetne venni, Szeondzso király azt válaszolta: "Nálunk nem szokás a teázás." Koreában a teázás szokása teljesen kiszorult és feledve lett. 

##### Csoszon-dinasztia után
A Csoszon-dinasztia vége felé járva nem csak a királyi család és a jangbanok tartottak teaszertartásokat, hanem a köznép is becsatlakozott és elkezdett teát használni az ősi rítusokhoz. Silhak tudósok akik a tea "ivás" kultúrája és annak előállítása iránt érdeklődtek a teaerdővel borított területen töltött száműzetésük idején levelezést folytattak olyan szerzetesekkel, akiknek még mindig megvolt a teaivás kultúrája. A Silla és a Korjo dinasztiától kezdve ezek a szerzetesek a templomok körül teaültetvényeket ültettek és kezeltek, és ez a hagyomány a birtokukban maradt. A buddhista teaszertartás és a teázás kultúrája pedig a hagyományos templomban stilizálódott. Ez a két kulturális vezető csoport kapcsolata befolyásolta mind a Szonbi társadalmat, mind a kortárs szerzeteseket.

###### 1960-tól
A japán megszállás és a koreai háború után a teakultúra Koreában ritka volt, és nagyrészt feledésbe merült. 1960-as években Csve Kilszungot a Koreai Kulturális Örökségvédelmi Hivatal megbízta a teakultúra vizsgálatával, és megállapította, hogy számos templom saját, privát teakertet művel. Az 1970-es években Koreában megkezdődött a "koreai teakultúra újjáélesztési mozgalom". 1973-ban I Kvil-je elkezdte kutatni a klasszikusokat, és 1979-ben megalapította a Koreai Tea Népi Szövetséget.

## Készletek egy teaceremóniához

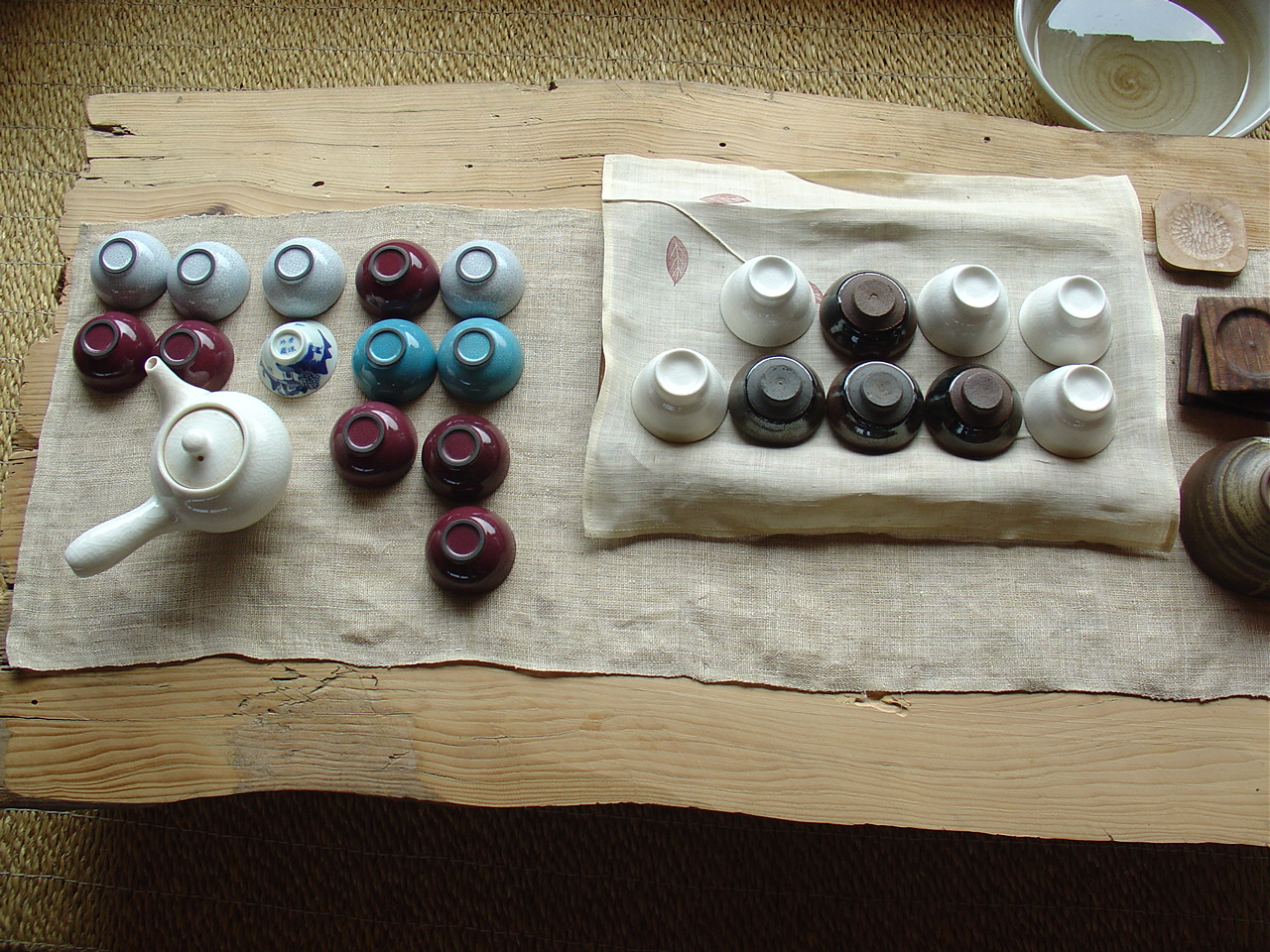
Teaceremóniához használt készlet

A koreai teaszertartások az évszakokat követik, és a felhasznált kerámiák és fémáruk is változnak. A vallási hagyományok befolyásoló tényezők voltak. A kőedények gyakoriak voltak, az agyagedények még mindennapibbak, többnyire kemencékben készültek. A porcelán ritka volt és a sárkányokkal díszített császári porcelán a legritkább.
Hagyományosan a tálak és csészék természetes kinézettel rendelkeztek, vallásos befolyással. A szeladon vagy jáde zöld „puncsong”, bronzszerű időjárásnak kitett patinás bevonat a buddhista teaszertartásokhoz; a legtisztább fehér porcelán halvány mintákkal a konfuciánus teaszertartásokhoz; és durvább porcelánok és hamu-kő mázak az animista teaszertartásokhoz, vagy Japánba való exportra, ahol "kohan csavan" néven ismerték őket. Az agyag és homok keverékéből és a vékony mázból származó durva felületi textúra esztétikáját különösen nagyra értékelték és másolták. Az alkotás véletlenszerűségéről azt mondták, hogy a teamesterek által nagy becsben tartott "valóság egy most történő pillanatát" nyújtja.
A mázolásnak nagyon különleges felülete van és sok féle minta és tónus között változnak a színek a fény és az évszakoktól függően. A felhasznált agyag általában könnyű volt, a szeladon agyagot pedig különösen nagyra értékelték.
A mázolási trükkökkel a legtöbb anyagot utánozni tudták: a bambusztól kezdve a folyók kavicsán át a fakéregig, az emberi bőrig, ritka és egyedi mázakkal, amelyek tigrisszemet, barackot vagy hószerű tulajdonságokat adtak a mázban vagy a fehér porcelánban. Így fokozva az évszakok, versek, írások vagy mozdulatlan pillanatok emlékeit.
Az edény stílusa, máza és formája a kornak megfelelően változik. Az egyes fazekascsaládok és tartományi kemencék rendkívül egyéni mázakat biztosítottak, amelyek befolyását a legjobb középső Csoszon csagi (Csoszon-áruk) azonosítja. 
A nyári teafelszerelés 5 cm magas és 12 cm széles "katade" tálakból állt. Ezek a méretek maximális felületet biztosítottak a forralt víz hűtésének elősegítésére. A forró vizet a tálakba öntötték, hagyták egy kicsit lehűlni, majd a teáskannába öntötték. Azért hagyták hogy a forró víz lehűljön, mert ha egyes tealevelekre túl forró vizet öntenek, keserűvé válik. Két kézzel a teát kisebb, fedővel ellátott, egymáshoz illő csészékbe öntötték, és egy durva fából vagy lakkból készült asztalra helyezték. A teát úgy itták, hogy ivás közben felemelték a csésze fedelét, hogy ne látszódjon a nyitott száj. A teát hűvösen fogyasztották.
Az őszi és téli teafelszerelés magasabb, keskenyebb tálakból állt, mint például az "irabo" stílusú, amelyek a hőt tartják és megőrzik. Az ebben a tálban készített teát ezután ismét felhevített teáskannába öntötték, és egy kisebb, fedeles, hozzáillő csészére öntötték középre. A teát forrón fogyasztották. És ismételt kis öntésekkel, csészéről csészére öntötték, hogy az íz ne egy csészében legyen jelen csak.
A kínai hagyománytól eltérően a szertartás során használt koreai teás edényeket nem vizsgálják a finom zenei hangzás szempontjából. A bírálat ehelyett a forma, az érzelem és a színvilág természetességén alapul.

## Tea fajták

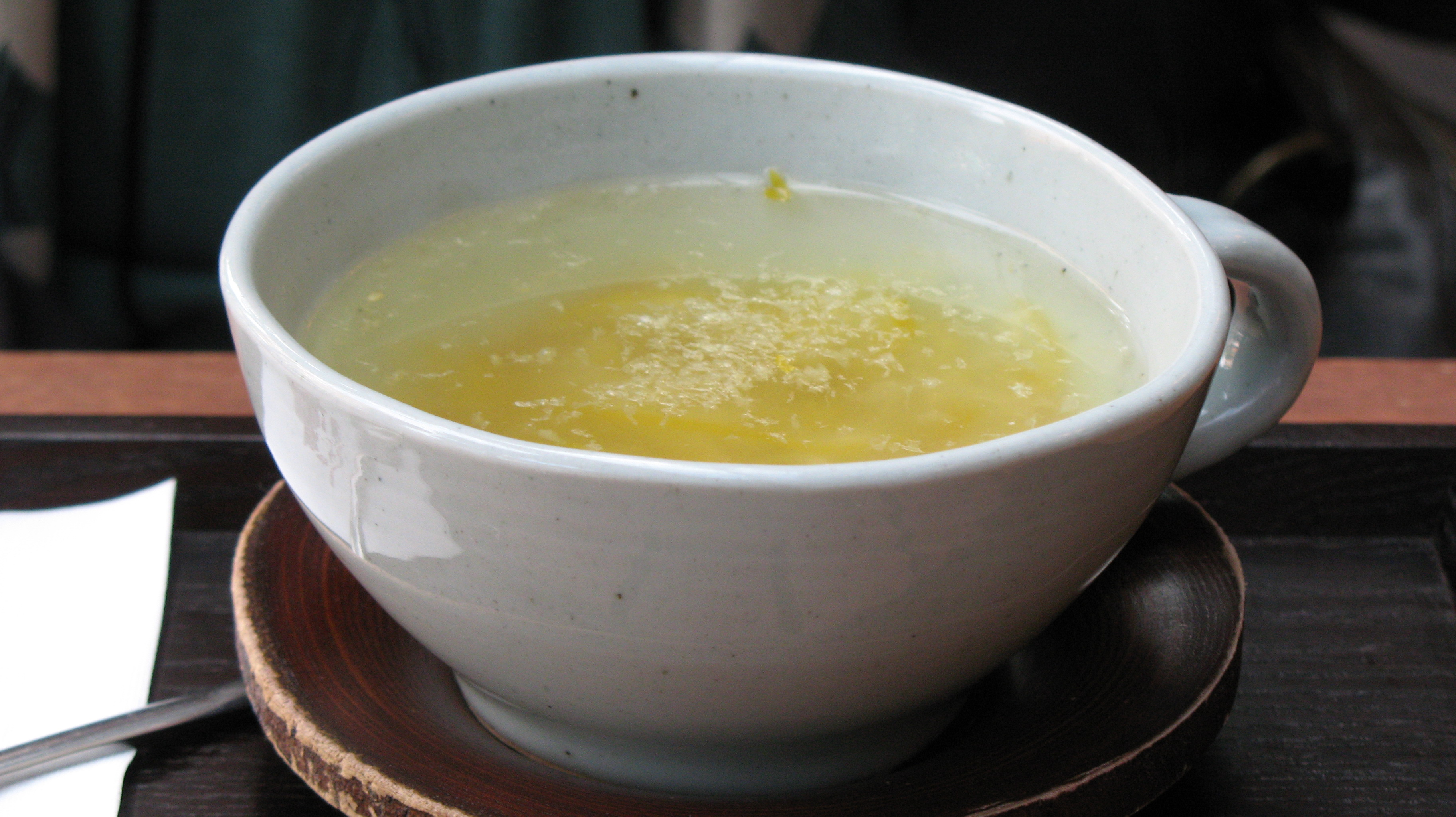
Koreai ju-csa tea

A tea ceremóniákon használt legkorábbi teafajták erősen préselt tea téglák voltak, ami a Kínában még mindig népszerű érlelt pu-erh teának felel meg. A tea évjáratait tisztelték, és a Kínából importálták, amik teák bizonyos népszerűségnek örvendtek az udvarban. Mindazonáltal a tea füvek importálása a buddhista szerzetesek rengeteg új fajta teafüvek sorát hozta be Koreába és a tea ceremóniákba. 
Míg a zöld tea, chaksol vagy chugno a legtöbbször felszolgált tea, míg más fajta teák, mint a byeoksoryung és a chunhachoon, woojeon, jakseol, jookro, okcheon úgy, mint az őshonos krizantém, datolyaszilva levél, vagy üröm teák is különböző módon voltak felszolgálva attól függően az év melyik szakában járunk.  

## Tea ceremóniák fajtái
A buddhista szerzetesek a teaszertartásokat fogadalmi felajánlásokba foglalták. Később a Korjo nemesség, majd a konfuciánus jangban réteg tudósai azonban a rituálékat a kulturális szépség részévé formálták. 
Legalább 15 féle teasertartást hajtanak végre, ezek az életkor és a népszerűség szerint vannak felsorolva:
- Napi tea rítus - A Csoszon-dinasztia napi palotai tea ceremóniája.
- Különleges tea rítus - A Csoszon-dinasztia ceremóniája. Üdvözöltek vele külföldieket vagy vendégeket, cserekereskedelem megünneplésére vagy tiszteletadáshoz használták, ezeken kívül pedig még királyi esküvőkön tartották meg.
- Királynéi tea ceremónia - Egy különleges szertartás, amit a koreai királyi szappanoperák megrendezésének alkalmával mutattak be. Csak női barátoknak, családtagoknak és a királynő, vagy királyné szolgáinak, de gyakran a koronahercegnek is.

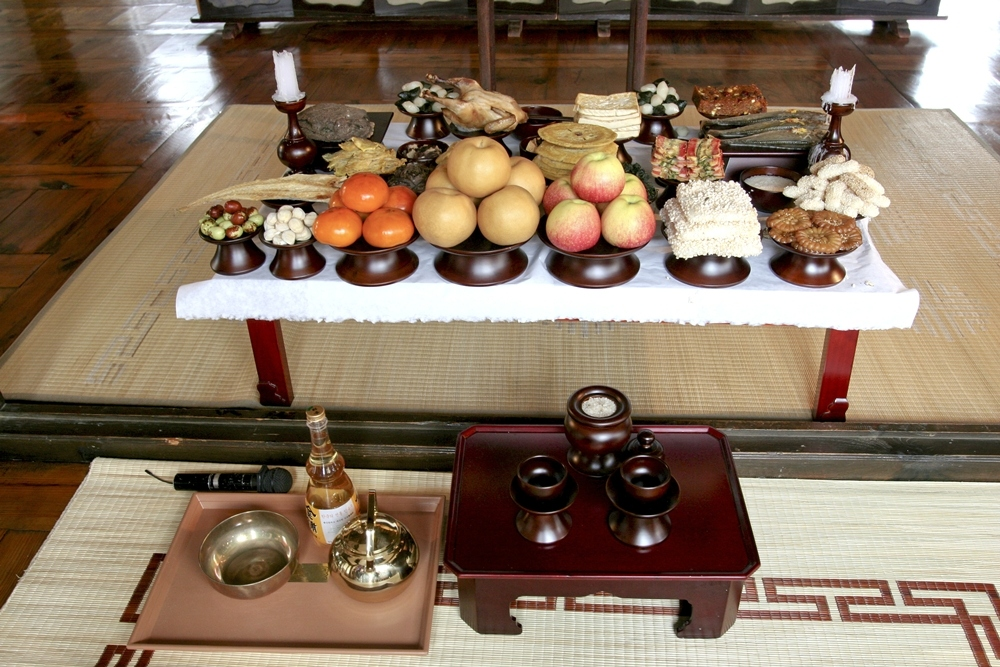
Csharje áldozati asztal

## Holdújévi tearítus
A Korjosza (고려사, 高麗史) szerint kilenc nagyobb olyan ünnep volt a Korjó korban, amely ősi rítusokat is magába foglalt. A Csoszon korban ez a szám négyre szűkült. Még ma is ezen események közé tartozik a koreai újév (szollal, 설날), amit a legtöbb koreai család egy csharje (차례, 茶禮) nevezetű ősi rítussal ünnepel. Ez a teaszertartás egy ünnepélyes megemlékezés (csesza) része. Holdújév reggelén hála jeléül teát és különleges ételeket ajánlanak fel és imákat mondanak őseikhez (négy generációra visszamenőleg), illetve természeti isteneket szólítanak meg. Az asztal berendezése, majd az ételek elfogyasztása egy ritualizált rendszer szerint történik. A szertartást általában egy klán, főbb család legidősebb fiú gyermeke vagy unokája végzi. A teaceremónia megtartása után a rokonok meglátogatják és gondozzák közvetlen elődjeik sírjait, ezzel is megemlékezve róluk és tiszteletet nyilvánítva nekik.  

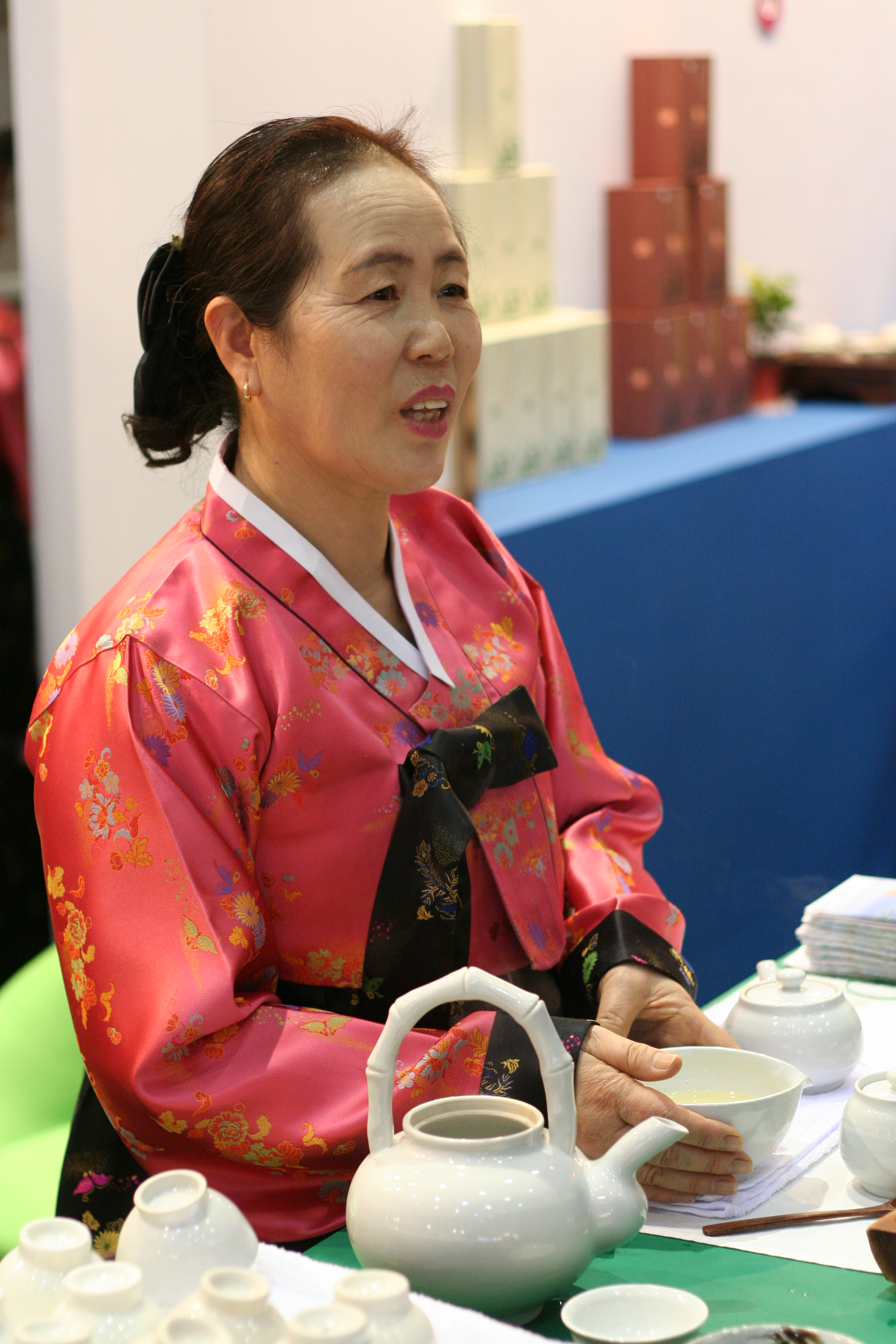
Modern teaceremónia

## Hagyományos teaceremóniák és modern újjáélesztésük
Napjainkban a hagyományos koreai teakultúra és teaceremóniák felélesztése zajlik. Sokan vesznek részt hasonló hagyományos kulturális tevékenységben. Köztük Myung Won, Kim Mi-Hee is, aki elsőként végzett kutatást és tartott konferenciát a koreai teakultúráról 1979-ben. Az azt követő évben ő tartotta a legelső előadást a hagyományos koreai teaceremóniák széleskörű eljárásairól a Sejong Kulturális Központban. Udvari, buddhista templomi, vendégfogadó és mindennapi teaszertartások kerültek bemutatásra. Myung Won a tradicionális koreai teaceremóniák restaurálásának és a koreai teakultúra újjáélesztésének szentelte életét. Ma Myung Won második lánya, Kim Eui-Jung folytatja a hagyományt. Kim Eui-Jung a Myung Won Kulturális Alapítvány elnöke. A létesítmény hagyományos koreai teaszertartásokat és humanista erényeket oktat és népszerűsít Koreában, illetve szerte a világon. Tea témájú könyveket publikálnak, és részt vesznek koreai és nemzetközi teakulturális cseréken. A tea egészséges hatásainak felismerésével és a hagyományos kultúra felé gyakorolt növekvő tudatossággal egyre nagyobb figyelem övezi a koreai teakultúrát és a teaszertartások gyakorlását.